# Anthurium fernandezii
Anthurium fernandezii är en kallaväxtart som beskrevs av Thomas Bernard Croat. Anthurium fernandezii ingår i släktet Anthurium och familjen kallaväxter. Inga underarter finns listade.